# قنات کت خاش
قنات کت خاش مربوط به دوره ساسانیان است و در شهرستان برازجان، شهر تنگ ارم واقع شده و این اثر در تاریخ ۹ اردیبهشت ۱۳۸۲ با شمارهٔ ثبت ۸۳۹۶ به‌عنوان یکی از آثار ملی ایران به ثبت رسیده است.